# 伊勢崎空襲
伊勢崎空襲（いせさきくうしゅう）は、太平洋戦争末期の1945年（昭和20年）8月15日0時8分から2時15分にかけてアメリカ軍により行われた群馬県伊勢崎市に対する空襲である。秋田県秋田市の土崎空襲や埼玉県熊谷市の熊谷空襲と並んで最後の日本本土空襲となった。戦後、伊勢崎は県内の前橋市や高崎市と共に戦災都市に指定され都市計画事業が立案されたが、被災者などの反対により事業を断念した。

## 背景
8月13日、アメリカ軍第20航空軍司令部は、第58、第73、第313、第314、第315爆撃航空団に対し山口県光市の光海軍工廠、同岩国市の麻里布操車場、大阪府大阪市の大阪砲兵工廠、秋田県秋田市の日本石油製油所、群馬県伊勢崎市および埼玉県熊谷市の2都市の市街地に、動員可能な最大限の航空兵力による攻撃命令を下した。光海軍工廠と麻里布操車場と大阪陸軍工廠に対しては昼間の攻撃計画が、日本石油製油所と伊勢崎市と熊谷市に対しては夜間の攻撃計画が立案された。
このうち、伊勢崎市は中島飛行機のための航空機部品（機体とエンジン）製造を担う中心地のひとつ、または同社の生産を可能とする分配基地と見做されていた。戦後、米国戦略爆撃調査団によりまとめられた調査報告書には次のように記されている。
攻撃目標とする伊勢崎の都市部には、いくつかの町工場や小さな繊維工場が位置し、それらは周辺部に位置する工場に寄与するものと考えられた。市街地の北2800フィートの位置には中島飛行機の油圧用機器またはエンジン部品を扱う伊勢崎航空工業（攻撃目標90.13-1545番）があり、3,000から10,000人の工員を有していることが報告された。また、市街地の東部に新たに建設された3つの工場や、市街地の南約800フィートに位置する工場もまた、航空機部品生産に従事するものと考えられた。

## 伊勢崎の状況
日本の首都・東京の北西約82km、群馬県南東部に位置する伊勢崎市は国有鉄道両毛線と東武伊勢崎線が接続し、主要地方道路が市中心部から放射線状に伸びるなど、交通の要衝として発展した。また、伊勢崎は古くから養蚕業が盛んであり織物の街として栄え、1940年（昭和15年）9月13日に近隣の村落と合併し市制が施行された。伊勢崎の東約16kmの位置には航空機生産の盛んな新田郡太田町があるが、戦時体制の確立と航空機の需要拡大に伴い、1942年（昭和17年）9月に市内末広町に中島飛行機伊勢崎第一工場、市内福住町（現在の平和町）に同第二工場が建設され、主要工場の一つである小泉製作所の所轄下に置かれた。両工場は終戦の時点で約6,000人の工員を有し、第一工場では主に油圧関連部品、第二工場では主にボルトやナット類の製造を行った。
1945年（昭和20年）2月、中島飛行機太田製作所がアメリカ陸軍第20航空軍のB-29およびアメリカ海軍の艦載機による4次にわたる空襲により工場機能の85%を喪失し工員101人が死亡する被害を受けると、同製作所が担っていた最終組み立て工程以外の作業を県内の伊勢崎市と桐生市と新田郡尾島町、栃木県の足利市と安蘇郡田沼町、埼玉県の児玉郡本庄町などの小部品組み立て工場に分散させるようになった。
1943年（昭和18年）7月、市内の織物工場は商工省の指示により保有設備を戦争資材として供出、1944年（昭和19年）には企業整備により軍需繊維工場へと転換し航空機用羽布や落下傘用布などの製造に従事した。1945年（昭和20年）には空襲の激化に伴い、周辺部の機械工場の疎開先として軍需工場へと転換したが、この他にも華蔵寺公園や伊勢崎競技場や市内の国民学校が中島飛行機などの要求に応じ軍需工場や関係施設に転換した。さらに同年8月に市街地では建物の強制疎開が行われ、防空対策のため伊勢崎駅（市内上町、現在の曲輪町）、伊勢崎警察署（市内日吉町、現在の大手町）、伊勢崎市役所（市内本町四丁目、伊勢崎郵便局（市内上町、現在の曲輪町））の各付近と本町3丁目の5か所に防空空き地が設置された。

## 経緯

### 参加兵力
本作戦にはアメリカ陸軍第314航空団所属の先導隊12機と本隊71機、第73航空団所属の10機の合計93機のB-29爆撃機が参加した。このうち第314航空団には熊谷の攻撃部隊と同様に第8航空軍所属の10機が加わる予定だったが、最終的に作戦参加は見送られた。
事前の偵察によれば伊勢崎周辺に高射砲陣地は確認されなかったが、新田郡太田町周辺には60ミリ重砲群が配備されており、有効射程範囲内での迎撃が想定された。前回8月5日の前橋市に対する空襲の際に太田地域でわずかな迎撃に遭遇したことから、15,000フィートの高度を保ちつつ同地域の防空網を回避することを予定した。
これに対し日本陸軍の航空部隊は第10飛行師団が関東上空の防空任務にあたっており、終戦の時点で千葉県東葛飾郡の柏陸軍飛行場と松戸陸軍飛行場と藤ヶ谷陸軍飛行場、同印旛郡の印旛陸軍飛行場に隷下の戦闘隊を配備していた。なお同師団は出動可能な航空機として三式戦闘機（飛燕）を15機、一式戦闘機（隼）を20機、二式複座戦闘機（屠龍）を30機、四式戦闘機（疾風）と二式単座戦闘機（鍾馗）を30機保有していた。
また、太田町には第12方面軍隷下の高射第1師団独立高射砲第4大隊（通称、晴一九五五部隊）が配置され、由良、下小林、古戸、小泉に高射砲陣地を構築した。同部隊は中島飛行機の主要工場（太田、小泉製作所）と太田飛行場の防衛を目的としたもので、二式二型算定具を連結させた九九式八糎高射砲を18門、三式12cm高射砲を6門、八八式七糎野戦高射砲を6門、合計30門の対空火器を保有していた。この他、近隣の丘陵には艦載機の攻撃に備え重機関銃を装備した部隊が展開された。

### 経過
8月14日17時2分（米軍時間8時2分）に第73航空団の一番機がマリアナ諸島の基地より離陸を開始し、同17時45分（米軍時間8時45分）に第314航空団の一番機が離陸を開始し、同19時5分（米軍時間10時5分）までに全機の離陸が完了した。この他、風力測定用の航空機1機が派遣された。
第314、73航空団は埼玉県熊谷市に対する攻撃部隊と同様に硫黄島上空のポイントを経由して本州近海に迫り、銚子市にある日本軍の防備施設を避けるために鹿島灘方面から茨城県上空に侵入し霞ヶ浦の北方のポイントを通過した。伊勢崎は周囲に山地がない絶好のレーダー目標だが、予定ルートでは向かい風を受け、目標上空では上昇気流により投弾が困難となることが予想された。そのため高度を15,000フィートに保ち、予定ルートと並行して流れる利根川といくつかの橋を目印に飛行し、伊勢崎と前橋と高崎の三角地帯を特定した。

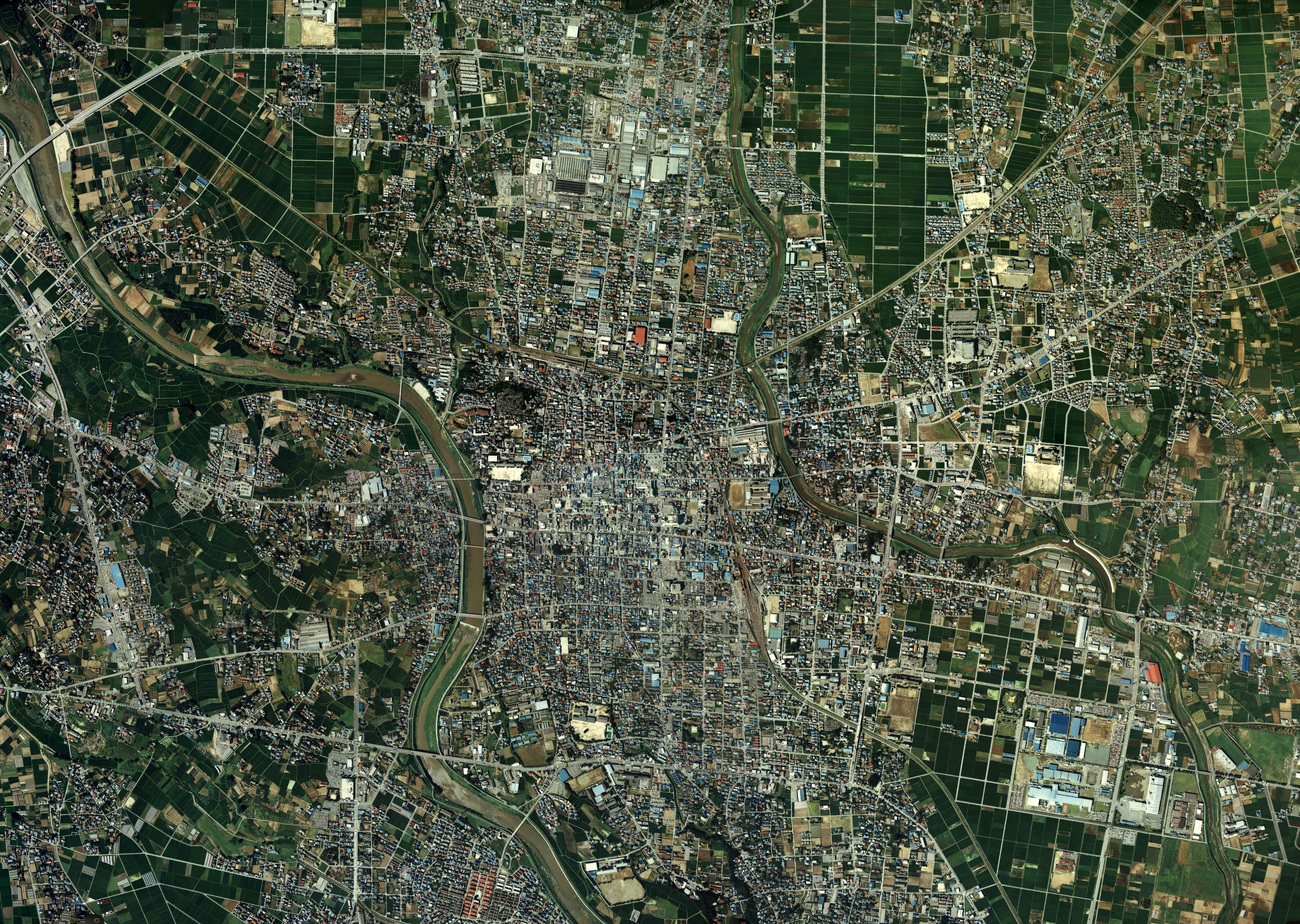
1986年に撮影された伊勢崎市中心部周辺の航空写真。この空襲により伊勢崎駅周辺区域、旧伊勢崎市役所から北国民学校にかけた区域、新伊勢崎駅から向かって西方の区域の合計3区域が焼失した。

8月15日0時8分（米軍時間8月14日15時8分）に第73航空団所属の1機が初弾を投下して爆撃を開始した。これに対して日本側は14日23時に警戒警報が発令され、15日0時28分に空襲警報が発令され退避行動や消火活動が行われたが、市内東部から次々に火の手が上がった。この空襲により伊勢崎市内では1,953戸が被災、8,511人が被災し29人が死亡、154人が負傷した。近隣の佐波郡三郷村では55戸が被災、365人が被災し7人が死亡。同名和村では85戸が被災、510人が被災し3人が死亡。同宮郷村では26戸が被災、130人が被災し1人が死亡する被害を受けた。この空襲で市街地の大半が焼け野原となったが、焼失地域は三つの帯状となっている。このことについて、『伊勢崎市史』は攻撃編隊の各機体の間隔を示すものと推測している。市街地の約40％が焼失したが、空襲当日が無風状態だったことや広大な防空空き地を設置していたために類焼が食い止められ、人的被害は最小限に抑えられた。このほか、『富士重工業三十年史』は市内北部に位置する中島飛行機伊勢崎第一工場と市内東部に位置する同第二工場も被災したが、生産に支障が出るような被害はなかったと記している。
アメリカ軍の報告書によれば、8月15日2時15分（米軍時間8月14日17時15分）に第314航空団の一機が最後の爆弾を投下するまでの2時間7分に渡って爆撃が行われた。爆撃は第73航空団所属の8機と第314航空団所属の79機の合計87機が行い、目標上空の高度14,200から19,000フィートの地点から614.1tの焼夷弾、27発の爆弾を投下した。作戦参加機のうち70機がレーダー照準による爆撃を行い、17機が目視による爆撃を行ったが、火災により発生した上昇気流と煙に遭遇し、レーダー照準の特定は困難を極めたという。
第73航空団と第314航空団は、攻撃目標へと向かう途中の新田郡太田町において2から4のサーチライトの照射と重砲と高射砲による不正確な迎撃を受けたが、攻撃目標上空や帰投の際には高射砲による迎撃はなかった。また、日本軍の迎撃戦闘機4機を確認したと記されているが、作戦を通じて航空機の喪失はなかった。この他、無効果なサーチライトは、立川、八王子、厚木、平塚で確認された。一方、日本側の第一復員局が作成した『本土防空作戦記録』は第10飛行師団各隊が航空機を各4機出動させたが、敵機はサーチライトの照射地区に侵入せず、戦果はあげられなかった、と記している。

### 周辺地域の被害
伊勢崎市が空襲を受けた8月14日深夜には近郊の都市や村落でも空襲による被害を受けた。新田郡太田町周辺では8月15日0時から2時にかけて東部から飛来したB-29による爆撃を受け、太田町では6人、近隣の尾島町では5人、宝泉村では1人、毛里田村では1人（『太田市史』では5人）が死亡した。
また、高崎市周辺では14日深夜から15日2時52分にかけて空襲を受け、高崎市では14人が死亡し（『新編高崎市史』では8人、高崎市では21人、総務省では2人死亡としている）701戸が被災、高崎区裁判所、塚沢国民学校、北国民学校、群馬県立高崎高等女学校、群馬県立高崎商業学校などが被害を受けた。さらに高崎郊外でも群馬郡東村や同滝川村や同箕輪町などの町村が被災、多野郡神流村では1人が死亡した。なお、前橋・高崎地区には1945年（昭和20年）7月に高射第1師団隷下の高射砲第117連隊の主力および高射砲第115連隊の第三大隊が派遣されていたが、『戦史叢書』はこの空襲においてB-29 1機を撃墜、『本土防空作戦記録』は撃墜1機のほか2ないし3機に損害を与えたるものと判断すると記している。
このほか、神奈川県小田原市でも空襲による被害を受けているが（小田原空襲）、伊勢崎または熊谷の攻撃部隊が帰投の際に余った焼夷弾を投棄したものと見られている。

## 主な被災建造物
出典
- 伊勢崎織物工業組合
- 伊勢崎栄養食購買組合
- 佐波地方事務所
- 群馬県立伊勢崎高等女学校（後の群馬県立伊勢崎清明高等学校）
- 群馬県立伊勢崎工業学校本館（後の群馬県立伊勢崎工業高等学校）
- 伊勢崎北国民学校（後の伊勢崎市立北小学校）
- 宮郷国民学校[49]（後の伊勢崎市立宮郷小学校）
- 伊勢崎市立図書館
- 善應寺
- 久保田兄弟鉄工所本工場
- 松根油製造所
- 電気館
- 関東航空会社[50]

## 戦後

### 戦災復興計画
1945年（昭和20年）11月に幣原喜重郎内閣により戦災復興院が設立され、12月30日に戦災復興計画基本方針が閣議決定。1946年（昭和21年）9月11日に特別都市計画法が公布され、伊勢崎市は前橋市や高崎市と共に戦災都市に指定された。当初の計画では8割の国庫補助と群馬県と伊勢崎市の負担により資金を賄い、伊勢崎駅から北国民学校までの道路を幅員12メートルに、栄町通りと本町通りを幅員30メートルに、本町から南の上泉町までの道路を幅員25メートルに、新伊勢崎駅から西町までの道路を幅員18メートルに拡張あるいは新設することなどを計画していた。一方、この時期には市内の復興住宅がほぼ完成に近づいていたことから都市計画に反対する意見が上がり、即時施行の立場をとる推進派と被災者の擁護の立場をとる反対派との間で対立が深まった。
1947年（昭和22年）9月、カスリーン台風の影響により市街地が浸水する被害を受けると、推進派の伊勢崎市復興対策委員会（市長の斎藤弥三郎が会長を務める）と反対派の伊勢崎市戦災者同盟とが歩み寄りを見せ、同年12月の復興委員会の会議において実情に即した都市計画案を作成することを決定し、早急に計画案を作成した後に内務省に陳情するものとした。なお、この修正案は国から認可されなかったとみられており、同年12月に内務省が解体し1948年（昭和23年）1月に戦災復興院が内務省国土局と統合され建設院が新たに設置されるといった事情または機運の高まりの遅れもあり、 都市計画事業の施行は断念されたと推測されている。

### 慰霊
市内八坂町の平和公園には伊勢崎空襲の犠牲者を追悼するため、1961年（昭和36年）10月に慰霊塔が建立されている。